# Atsushi Onita
Atsushi Onita (Japans: 大仁田 厚, Ōnita Atsushi) (Nagasaki, 25 oktober 1957) is een Japans professioneel worstelaar, acteur en voormalig politicus. Als worstelaar is hij vooral bekend door zijn werk in Frontier Martial-Arts Wrestling.

## All Japan Pro Wrestling (1974-1985)
Onita was de eerste worstelaar die op de All Japan Pro Wrestling dojo afstudeerde. In zijn begin dagen als worstelaar werkte hij vooral samen met Masanobu Fuchi, die ook uit de All Japan Pro Wrestling dojo kwam. Samen met Fuchi toerde Onita eind jaren zeventig door Memphis, Tennessee. Op 3 januari 1985 moest Onita stoppen met worstelen door aanhoudende blessures.

## Pioneer Senshi en Frontier Martial-Arts Wrestling (1988-1998)
Na drie jaar te hebben hersteld van zijn blessures keerde hij in december 1988 terug in de worstelring, dit keer voor worstelorganisatie Pioneer Senshi. Een jaar later zette Onita zijn eigen worstelorganisatie op, genaamd Frontier Martial-Arts Wrestling. FMW specialiseerde zich in de beruchte deathmatches die Onita had meegemaakt tijdens zijn eerdere verblijf in Memphis. Zijn eerste deathmatch was tegen Masashi Aoyagi. Onita kwam uiteindelijk als winnaar uit de strijd. Tot 1995 had hij meerdere wedstrijden voor de Heavyweight Championship, de World Martial Arts/Brass Knuckles Heavyweight Championship, die hij verdedigde tegen grote namen uit de worstelwereld als Tarzan Goto, The Sheik, Terry Funk en Mr. Pogo. Buiten de eerder genoemde worstelaars trok Onita nog veel andere grote worstelnamen naar FMW. Enkele voorbeelden zijn: Balls Mahoney, Kintaro Kanemura, Mr. Gannosuke, Sabu en Sandman. In 1992 hield FMW een controversiële Fire Deathmatch. Atsushi Onita en Tarzan Goto namen het op tegen Sabu en The Sheik in een ring waar een groot deel van de touwen waren vervangen door grote brandende lappen stof. De wedstrijd liep dusdanig uit de hand dat de worstelaars de ring door de hitte moesten verlaten. The Sheik, die destijds al 65 jaar oud was, liep derdegraads brandwonden op en lag voor een tijd door zijn verwondingen zelfs in coma.
In 1995 laste Onita een pauze in om zijn schooldiploma te halen. Toen hij in 1996 terugkeerde bij FMW had Shoichi Arai, die het leiderschap had overgenomen van Onita, het aantal deathmatches sterk laten dalen. In 1998 besloot Onita FMW te verlaten.

## Freelance (1998-heden)
Onita verscheen na zijn vertrek bij FMW, mede door zijn politieke loopbaan, steeds minder vaak in de ring. In 2004, 2006 en 2007 worstelde hij zelfs helemaal niet. In 2001 keerde hij eenmalig terug bij All Japan Pro Wrestling. Hij worstelde daar samen met Terry Funk tegen Abdullah the Butcher en Giant Kimala. Onita en Funk wonnen de wedstrijd uiteindelijk. Daarna probeerde hij FMW, dat in 2002 failliet was gegaan, te doen herrijzen door zijn eigen organisatie genaamd Onita FMW op te zetten. Drie maanden later ging de promotie echter al failliet.
Na een verloren deathmatch tegen The Great Sasuke ging Atsushi Onita met pensioen. In 2005 worstelde hij echter opnieuw in een retirement match, een wedstrijdtype waarbij de verliezer met pensioen gaat. Dit keer tegen Genichiro Tenryu. Ook deze wedstrijd verloor hij. In 2008 pikte hij de draad echter opnieuw weer op. Hij verscheen dat jaar voor Pro Wrestling ZERO1 en Riki Pro. Sindsdien worstelt hij mondjesmaat bij promoties als Pro Wrestling ZERO1, Osaka Pro Wrestling, Apache Pro-Wrestling, Pro Wrestling FREEDOMS en Legend The Pro-Wrestling.

## Politieke carrière
In 2001 kwam hij in de Japanse politiek terecht. Een van zijn eerste grote daden als politicus was een liefdadigheidsmissie in Afghanistan waar hij door middel van worstelen het leven van de kinderen probeerde op te vrolijken. Het einde van zijn politieke loopbaan kwam toen bekend werd dat Onita regeringsaccommodaties had gebruikt voor het opzetten van een trio met een pornoactrice en een vrouwelijke medewerker van het ministerie van infrastructuur en transport.

## In het worstelen
- Finishers
  - Flowing Snap DDT
  - Thunder Fire Powerbomb
- Signature moves
  - Arm Drag
  - Asian Mist
  - Backslide
  - Crossbody
  - Double Underhook Suplex
  - Elbow Smash
  - Bridging Fallaway Slam
  - German Suplex
  - Headbutt
  - Missile Dropkick
  - Piledriver
  - Sleeper Hold
  - Suicide Dive
- Bijnamen
  - "Mr. Liar" (Gekregen door het herhaaldelijk terugkeren in het professioneel worstelen na een verloren Retirement Match)[3]
- Opkomstmuziek 
  - Superstar - Don Ellis
  - Great Balls of Fire - Jerry Lee Lewis
  - Wild Thing - The Troggs
  - Wild Thing - Joan Jett & The Blackhearts

## Prestaties
- New Japan Pro Wrestling[4]
  - NWA International Junior Heavyweight Championship (3 keer)
- Frontier Martial-Arts Wrestling
  - FMW Six Man Street Fight Tag Team Championship (2 keer) - met Hido & Tetsuhiro Kuroda (1 keer) - met Koji Nakagawa & Tetsuhiro Kuroda (1 keer)
  - FMW Double Titles Championship (7 keer)
  - FMW Brass Knuckles Tag Team Championship (4 keer) -  met Tarzan Goto (1 keer) - met Mitsuhiro Matsunaga (1 keer) - met Mr. Gannosuke (1 keer) - met Yukihiro Kanemura (1 keer)
- American Wrestling Association
  - AWA Southern Tag Team Championship (3 keer) - met Mr. Fuchi (3 keer)